# Tramwaje w Aleksandrii
Tramwaje w Aleksandrii − system komunikacji tramwajowej działający w egipskim mieście Aleksandria. Jest to najstarszy system tramwajowy w Afryce.

## Historia
Tramwaje w Aleksandrii uruchomiono w 1860 r. w trakcji parowej, a w 1902 roku przeprowadzono elektryfikację sieci. Obecnie w Aleksandrii działają dwie niezależne sieci tramwajowe:
- żółta (Al Medina)
- niebieska (al Raml)

Na sieci niebieskiej eksploatowane są tramwaje piętrowe.

## Tabor
W Aleksandrii eksploatowane są tramwaje Kinki-Sharyo, Ganz/Düwag, SEMAF. W latach 1969−1972 sprowadzono z Kopenhagi 99 tramwajów Düwag GT6. 2 z nich w 2001 r. zostały sprowadzone do muzeum tramwajów w Skjoldenæsholm. Łącznie w Aleksandrii są 283 tramwaje.
W lutym 2017 r. podpisano umowę z ukraińską firmą Tatra-Jug na zakup 15 wysokopodłogowych wagonów o długości 22 metrów, które mają być dostarczone w ciągu 2,5 roku. Dostawy tramwajów (o oznaczeniu fabrycznym K-1E6) zakończyły się w grudniu 2020 r.

## Galeria zdjęć

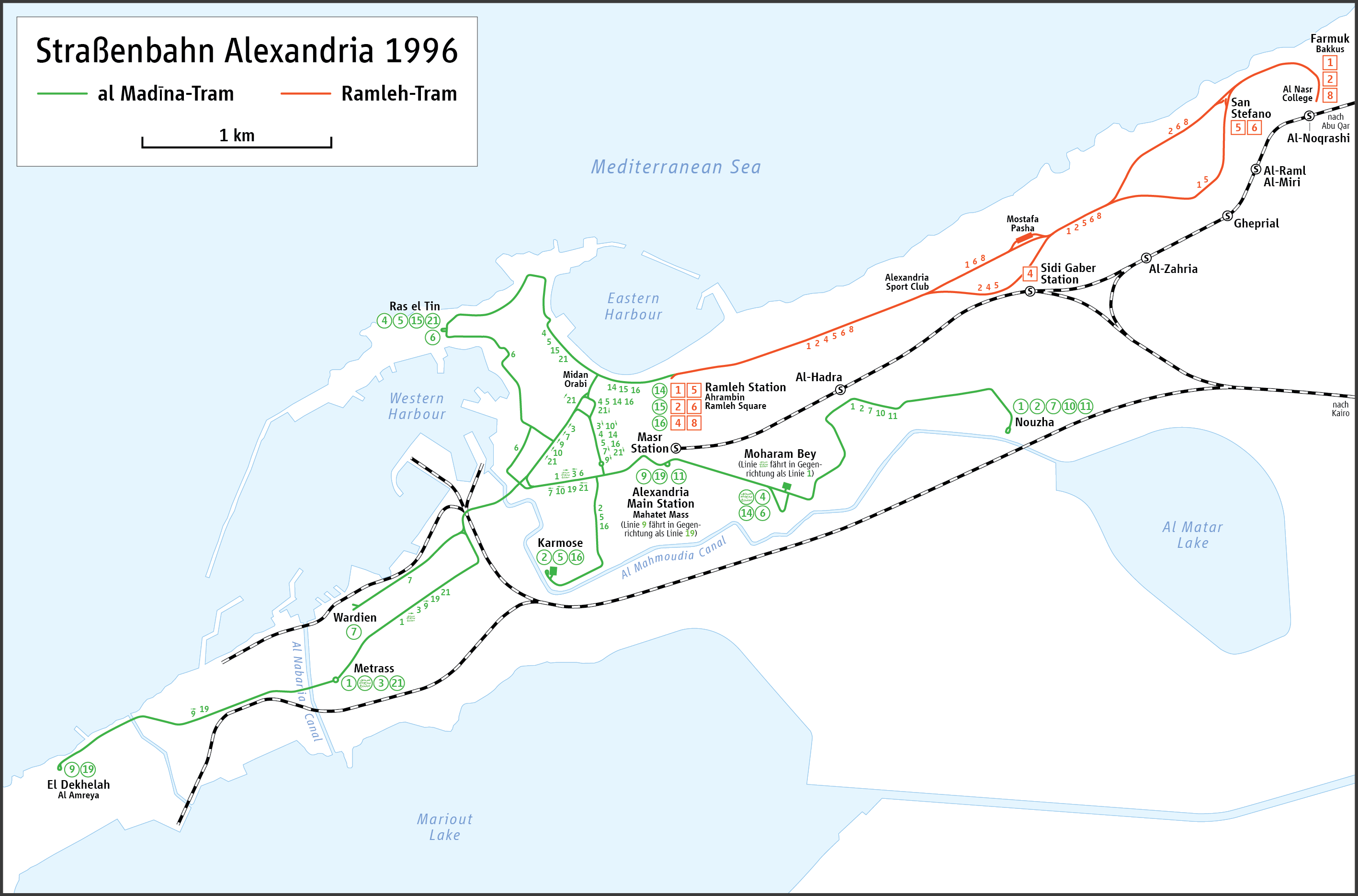
Schemat linii tramwajowych w Aleksandrii
1959
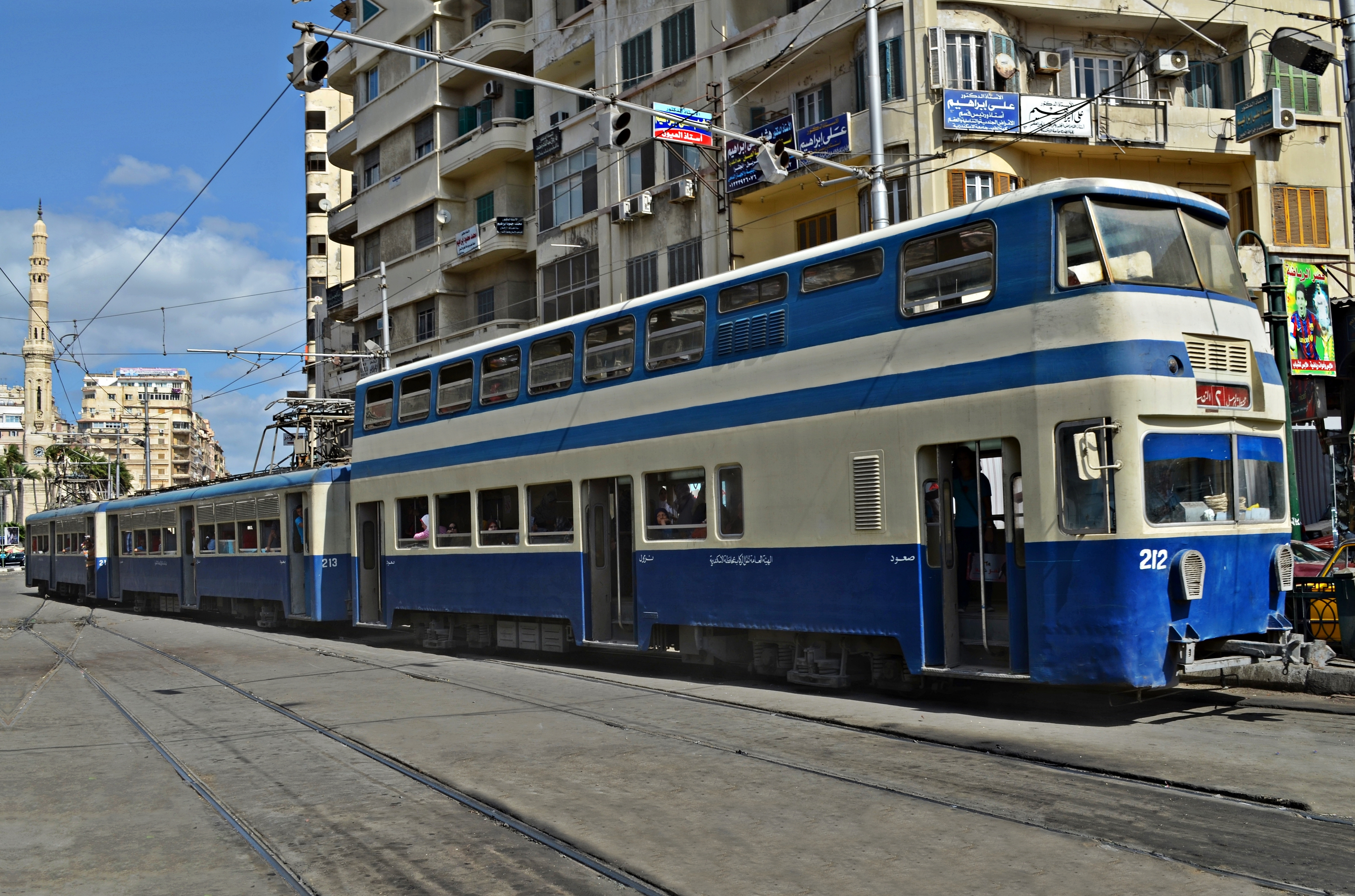
Niebieski tramwaj w składzie trzywagonowym należący do systemu al Raml